# Baigneux-les-Juifs
Baigneux-les-Juifs è un comune francese di 206 abitanti situato nel dipartimento della Côte-d'Or nella regione della Borgogna-Franca Contea.

## Storia

### Simboli
Lo stemma deriva da un marchio impresso su una misura per il grano della prevostura di Baigneux del 1699. Le doppie catene simbolizzerebbero l'antica appartenenza di Baigneux ai Duchi di Borgogna e all'abbazia di Oigny.

## Società

### Evoluzione demografica
Abitanti censiti